# Пуанты
Пуа́нты (от фр. les pointes des pieds — «кончики пальцев»; также па́льцевые ту́фли, иногда колки́ или каски́, разг.) — женские балетные туфли, неотъемлемая часть женского танца в классическом балете. Пуанты позволяют танцовщице принять положение с точкой опоры на кончики пальцев вытянутой стопы одной или обеих ног (фр. sur les pointes), что делает позу менее бытовой и более возвышенной.
Возникнув как средство образной выразительности с наступлением эпохи романтизма, первоначально применялись для ролей фей, богинь и прочих волшебных созданий, чтобы подчеркнуть их неземное происхождение — тогда как «простым смертным» отводился танец на полупальцах (фр. sur le demi-pointes) или в характерных туфлях на каблучках. В балете времён академизма также подчёркивали социальные различия между благородными героинями и их окружением обычного происхождения.  

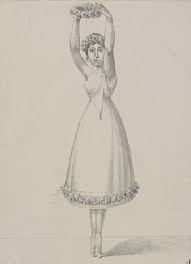
Фанни Биас в роли Флоры, «Психея». Литография Ж.-Ф. Вальдека, 1821

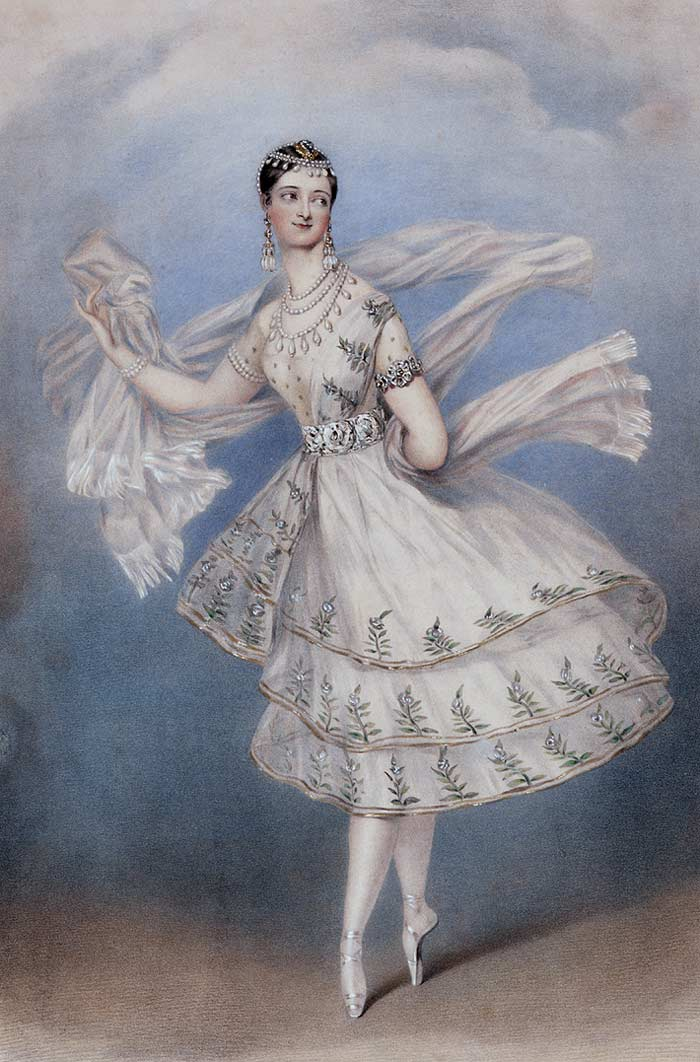
Мария Тальони в роли Золое в балете «Бог и баядерка» (1830)

## История
Пуанты XIX века заметно схожи по форме с бальными и уличными женскими туфлями конца XVIII — 1-й половины XIX века, когда после революции француженки практически отказались от каблуков, ставших символом опасной принадлежности к аристократии в пользу античной естественности. Как и бальные туфли, их делали из шёлкового атласа, на плоской кожаной подошве с носком прямоугольной формы. «Греческую моду» 1790-х подхватили и танцовщицы: Мария Медина, а вслед за ней и другие артистки, выходили на сцену в хитонах и сандалиях, проповедуя свободу. В то же время такие танцовщицы, как мадмуазель Паризо, продолжали танцевать в узких туфельках на низком каблуке (однако уже без пряжек, бантиков, цветов и прочих украшений времён рококо).
Первыми танцовщицами, кто начал определённо подниматься на кончики пальцев в своих танцевальных туфлях, были итальянка Фортуната Анджолини (1776—1817) и француженки Женевьев Гослен (1791—1818) и Фанни Биас (1789—1825). Примечательно, что все первые достоверные упоминания о танце на пуантах связаны с Лондоном и с балетом «Зефир и Флора» в постановке Шарля Дидло. Историк балета Юрий Бахрушин прямо утверждал, что позы на пуантах ввёл не кто иной, как этот балетмейстер:

Женский классический танец в этот период достиг большого расцвета. Решающим моментом в этом отношении было появление „положения на пальцах“. Эту позу ввёл Дидло, и первой танцовщицей, исполнившей её, была, вероятно, Данилова в балете „Зефир и Флора“ в 1808 году.— Ю. А. Бахрушин

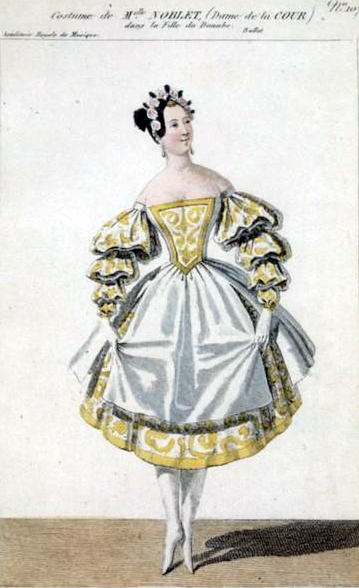
Костюм Лиз Нобле для балета «Дева Дуная». Гравюра Луи Малёвра, 1836.

Вполне вероятно, что допущение Бахрушина ошибочно и Дидло подсмотрел приёмы новой пальцевой техники у итальянки Анджолини, танцевавшей в его лондонских постановках после того, как балетмейстер в 1811 году перебрался из Петербурга в Англию. Доказательств «русской» версии происхождения пуантов на данный момент не существует, в пользу «итальянской» говорит то, что вплоть до XX века все балетные технические новшества и достижения виртуозности шли именно из Италии — тем более, что Анджолини была представительницей известной балетной династии XVIII века. Тем не менее, очевидно, что в Париж новинка попала не напрямую из Италии, а через Лондон, следуя за Дидло: в 1815 году он поставил «Зефира и Флору» в Париже, на сцене Королевской академии музыки. Кастиль-Блаз писал по этому поводу: «Мы узнаём из газет, что старшая мадемуазель Гослен в течение нескольких мгновений стояла на пальцах, sur les pointes des pieds — вещь доселе невиданная».
В 1821 году в Лондоне, на сцене Королевского театра, выступала Биас, украшавшая свой танец отдельными позами на пальцах. Именно к этому времени относится литография Ж.-Ф. Вальдека, на которой балерина изображена в уверенной позе на пальцах в V позиции.
В октябре 1830 года Мария Тальони (1804—1884) показала танец на пуантах в балете «Бог и баядерка», 14 марта следующего года она дебютировала в «Зефире и Флоре» Дидло, а ровно через год, 12 марта 1832 года, уже уверенно танцевала на пуантах в балете своего отца «Сильфида», окончательно утвердив на сцене главенство романтизма.
Чуть ранее, в июле 1831 года, Фанни Эльслер демонстрировала в балете «Синяя борода» уже по два пируэта на пальцах: «Её двойные пируэты на пуантах, её необычайная сила и выносливость, её прелесть, лёгкость и точность оказались частями одного неделимого целого» — писал критик издания Bäuerles Theaterzeitung.
В 1846 году Париж настолько поразила пальцевая техника Софии Фуоко, что юной итальянке, «блестяще владеющей так называемыми пуантами», дали прозвище La Pointue — возможно также, что эта виртуозка делала на сцене уже по три пируэта на пальцах.
Первой русской балериной, начавшей танцевать на пуантах, называют ученицу Дидло Авдотью Истомину (1799—1848), танцевавшую в, том числе, и в балете «Зефир и Флора».
Постепенно танец на пуантах превратился в обязательный элемент классического балета — до такой степени, что во многих редакциях старинных классических балетов характерные, деми-характерные и даже гротесковые партии (как, например, фея Карабос из «Спящей красавицы» Константина Сергеева, 1964) были полностью переведены с каблуков и мягких туфель на пуанты. Эта тенденция достигла максимума у балетмейстера Юрия Григоровича, который практически полностью вывел каблучковый танец со сцены Большого театра, заменив характерные сюиты в «Щелкунчике» (1966), «Лебедином озере» (1969) и других балетах классическими вариациями на пуантах с некоторым национальным колоритом. 

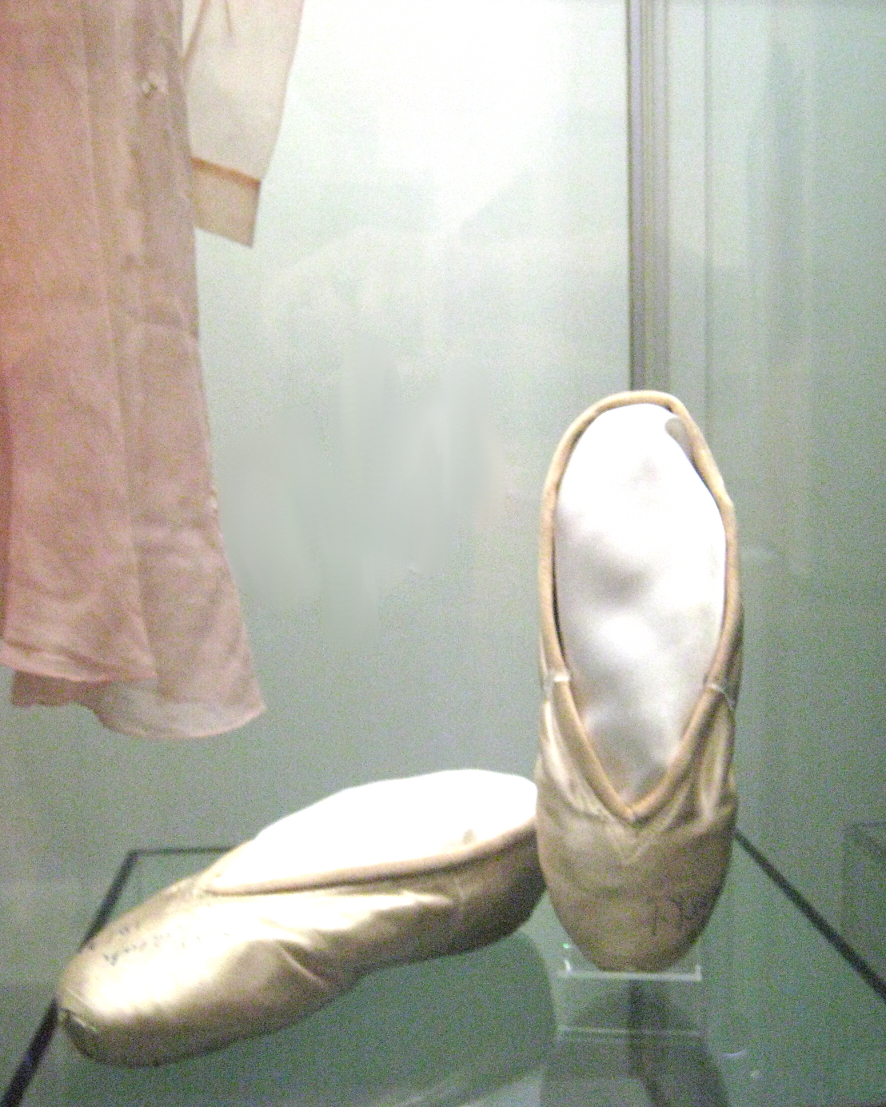
Пуанты, в которых Галина Уланова танцевала Джульетту в 1958 году (музей Большого театра)

### В мужском танце
Уже в XIX веке балетмейстеры использовали пуанты для мужского танца ради достижения особого эффекта. Так, испанец-виртуоз Хосе Мендес, заправлявший труппой и школой Большого театра в 1888—1898 годах, в своём балете «Приключения Флика и Флока» поставил pas de trois в расчёте на яркую индивидуальность танцовщика Николая Домашёва, в котором соединил движения чисто классического танца с приёмами, доселе невиданными в русской балетной практике конца XIX века — вплоть до подъёма танцовщика-мужчины на пуанты:520.
Мужской танец на пуантах активно использует основанная в 1974 году американская труппа «Балет Трокадеро», в которой танцовщики-мужчины исполняют пародии на популярные классические спектакли. В отличие от этой комедийной труппы, артисты «Мужского балета Валерия Михайловского», организованного в Санкт-Петербурге в 1992 году, стремились к академическому исполнению женских балетных партий мужчинами.
В XXI веке неизменным успехом у публики пользуется дуэт из балета Дмитрия Шостаковича «Светлый ручей» в постановке Алексея Ратманского (2003), в котором танцовщик, по сюжету переодевшийся в балерину и отправившийся вместо неё на свидание, пародирует известные движения и позировки героинь классических балетов (первый исполнитель — Сергей Филин, получивший за эту партию театральную премию «Золотая маска»).

## Изготовление туфель
Во второй половине XIX века в туфли балерин вставлялась круглая, в 2 пальца толщиной пробка. Относительно дорогая пробка в начале XX века была заменена специальным крахмальным клеем — им пропитываются все внутренние слои «коробочки» или «стакана» (часть туфли, в который помещаются пальцы ноги), тем самым достигая той степени жёсткости, которую требует современная пальцевая техника, достигшая необычайной виртуозности во 2-й половине XX века. Слегка овальный «пятачок» пуанта, благодаря которому достигается устойчивость в различных позах, делается плоским.
Так как пуанты должны плотно прилегать к стопе, не вызывая дискомфорта, балерины, по возможности, предпочитают заказывать туфли по индивидуальной мерке, а не подбирать их в магазине по размеру из существующего модельного ряда. В советское время при таких крупных театрах, как Большой или Мариинский, существовали собственные театральные мастерские, делающие обувь индивидуально для каждого артиста — при этом балерина закреплялась за определённым мастером, который запоминал пожелания и анатомические особенности каждой артистки, и мог изготавливать туфли, не требующие дополнительной примерки.
После снятия мерки из дерева выполняется типовая обувная колодка, точно повторяющая контуры ступни. В закройном цехе режут крой по нужным размерам (чаще всего — из атласа нежно-розового цвета), из него по колодке шьётся заготовка. Затем к колодке прибивается маленькая, меньше размера ноги, подошва из плотной кожи. Атласная заготовка изнаночной стороной кверху надевается на колодку, и на неё подклеиваются несколько слоёв мешковины и тарной ткани. Прошив заготовку прочной нитью и срезав лишний материал, её снимают с колодки, выворачивают лицевой стороной наружу и вновь надевают на колодку, на этот раз закрепив мелкими гвоздиками, после чего всю туфлю тщательно околачивают молотком для того, чтобы она повторила форму колодки.
Сняв туфлю с колодки, в неё подклеивают многослойную стельку из кожи или картона с вставленной внутрь узкой прямоугольной пластинкой из жёсткого картона, которая поможет поддерживать стопу в вертикальном положении. Чтобы подчеркнуть изгиб стопы и дать возможность дотягивать пальцы, подошве придаётся выгнутая форма. После того, как подошва со стелькой склеены, туфлю вновь натягивают на колодку и ставят в сушильный шкаф — печь с температурой 60-70°. Через сутки, когда клей полностью отвердевает, пуанты вынимают из печи. затем внутрь каждой туфельки вкладывают хлопковую стельку, с которой будет контактировать стопа.
В день один мастер может сделать 6—7 пар обуви, изготовленной вручную, небольшой коллектив способен выпускать около двух тысяч пар в месяц.

### Производители
Одними из наиболее авторитетных изготовителей пуант являются английская фирма Freed of London, основанная в 1929 году и производящая около 700 пар ежедневно, и австралийская Bloch, существующая с 1931 года. Труппы Королевского балета и Нью-Йорк Сити балет пользуются туфлями фирмы Freed: первая закупает ежегодно около 12 тысяч пар, тратя на них примерно 250 тысяч £, вторая старается придерживаться бюджета в 500 тысяч $. Австралийский балет закупает туфли фирмы Bloch.
В Японии на производстве балетной обуви специализируется фирма Chacott, основанная в Токио в 1950 году.
Во Франции пуанты, среди прочих, производят такие компании, как Repetto, основанная в 1947 году матерью Ролана Пети Роуз Репетто (кроме модельного ряда, изготавливают индивидуальные колодки), Merlet, основанная в Лиможе в 1974 году Роджером Джеймсом Мерлетом, Sansha, основанная в Париже в 1982 году Франком Рауль-Дювалем (производит пуанты с пластиковыми стаканом и стелькой) и Wear Moi, основанная в 1992 году артистами балета Кристофом и Элизабет Риде.
В США одним из крупнейших производителей является фирма Capezio, основанная обувщиком Сальваторе Капецио в Нью-Йорке в 1887 году.
Также большим спросом у современных балерин пользуются туфли американской компании Gaynor Minden, основанной в Нью-Йорке в 1993 году. В отличие от традиционных клеёных пуантов их основу составляет стакан, отлитый из полимерных материалов — такие туфли не нужно «разбивать» перед тем, как надеть, их можно стирать, их стелька не ломается и они более долговечны. Благодаря использованию современных технологий они лучше поддерживают стопу, позволяя тратить меньше мышечных усилий при спуске и подъёме, поэтому их не рекомендуется использовать слишком часто во избежание ослабления мышц. По этой же причине пуанты Gaynor Minden не разрешается использовать в некоторых ведущих балетных школах (к примеру, в Школе танца Парижской оперы), так как, беря на себя часть нагрузки, они не позволяют правильно сформироваться необходимому мышечному аппарату. Также они запрещены к использованию на сцене в некоторых крупнейших европейских театрах.
В России пуанты производят московские компании Grishko, основанная Николаем Гришко в 1989 году и R-Class, основанная в 1991 году.

## Использование

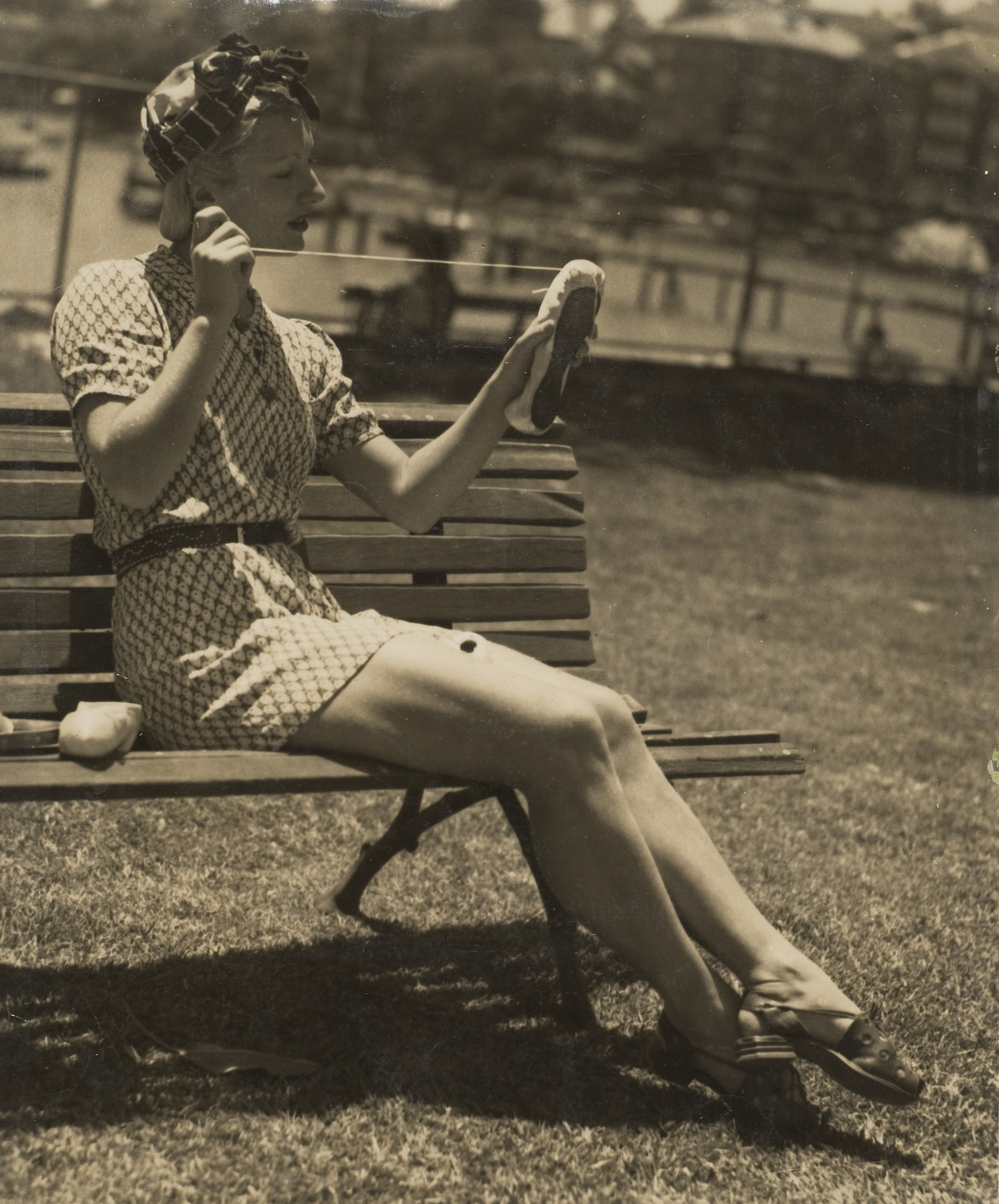
Балерина Татьяна Рябушинская, обшивающая свои пуанты (Сидней, ок. 1937—1940)

Для того, чтобы в готовых туфлях можно было танцевать, балерины проделывают с ними множество различных манипуляций: пришивают к ним ленточки-завязки и различные виды резинок, не дающие «вываливаться» подъёму, а самим туфлям — соскальзывать с ноги; отбивают с помощью молотка твердый «стакан» («коробочку») из слоя проклеенных тканей, чтобы он нигде не давил и не натирал пальцы; срезают атласный «пятачок» и обмётывают его нитками или обвязывают крючком (также существуют нескользящие накладки, которые можно наклеивать прямо на «пятачок»), делают небольшие надрезы на стельке с помощью ножа или тёрки. Хотя некоторые балерины предпочитают работать босиком, большинство вставляют внутрь силиконовые вкладыши и другие материалы, помогающие предотвратить появление мозолей.
От многочисленных подъёмов на пальцы во время танца и спуска с них туфли постепенно размягчаются и разбалтываются. Их срок службы зависит от интенсивности нагрузки: так, балерина, исполняющая главную роль в балетном спектакле, с большим количеством дуэтов, вариаций и других выходов, может сменить за вечер несколько пар обуви. Кроме того, для таких спектаклей, как «Жизель», где каждый акт требует своей техники и выразительности, артисты готовят разные туфли для каждого действия.
Чтобы не поскользнуться во время движения, раньше, когда покрытие планшета сцены и репетиционных залов было деревянным, для лучшего сцепления использовали канифоль а также обычную воду — садовая лейка была непременным атрибутом репетиционных залов.  Существовала даже пословица: «Кто не умеет поливать — тот не умеет танцевать». После того, как дерево было повсеместно заменено сценическим линолеумом, артисты стали использовать липкую при высыхании сладкую газировку, например, «кока-колу».

## В культуре
- Недолгая жизнь пуант показана в сказке «Туфельки» из книги Илзе Лиепа «Театральные сказки»[8].

## Галерея

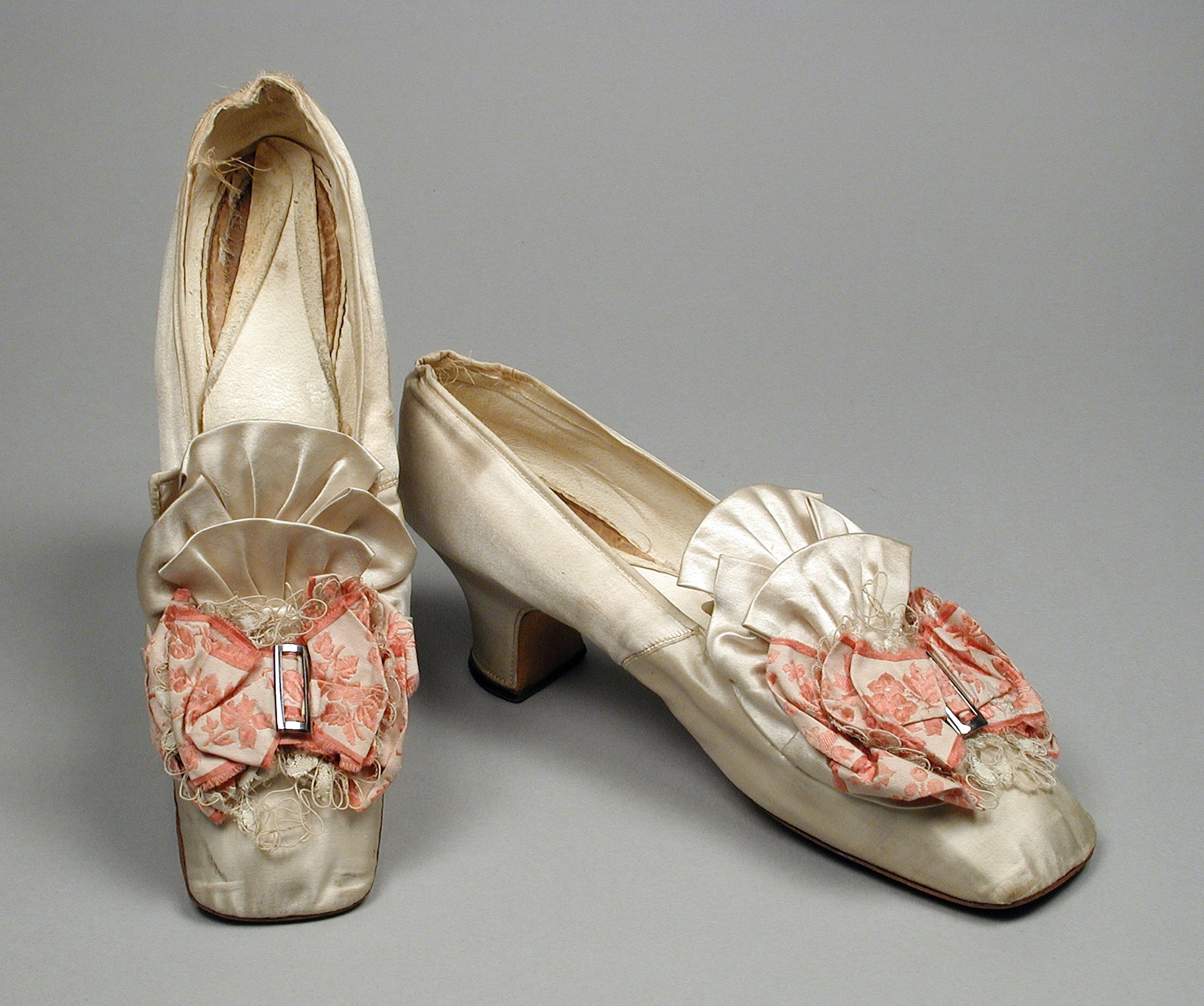
Женские башмаки на каблуках из замши и атласа (Франция, 1870-е)*
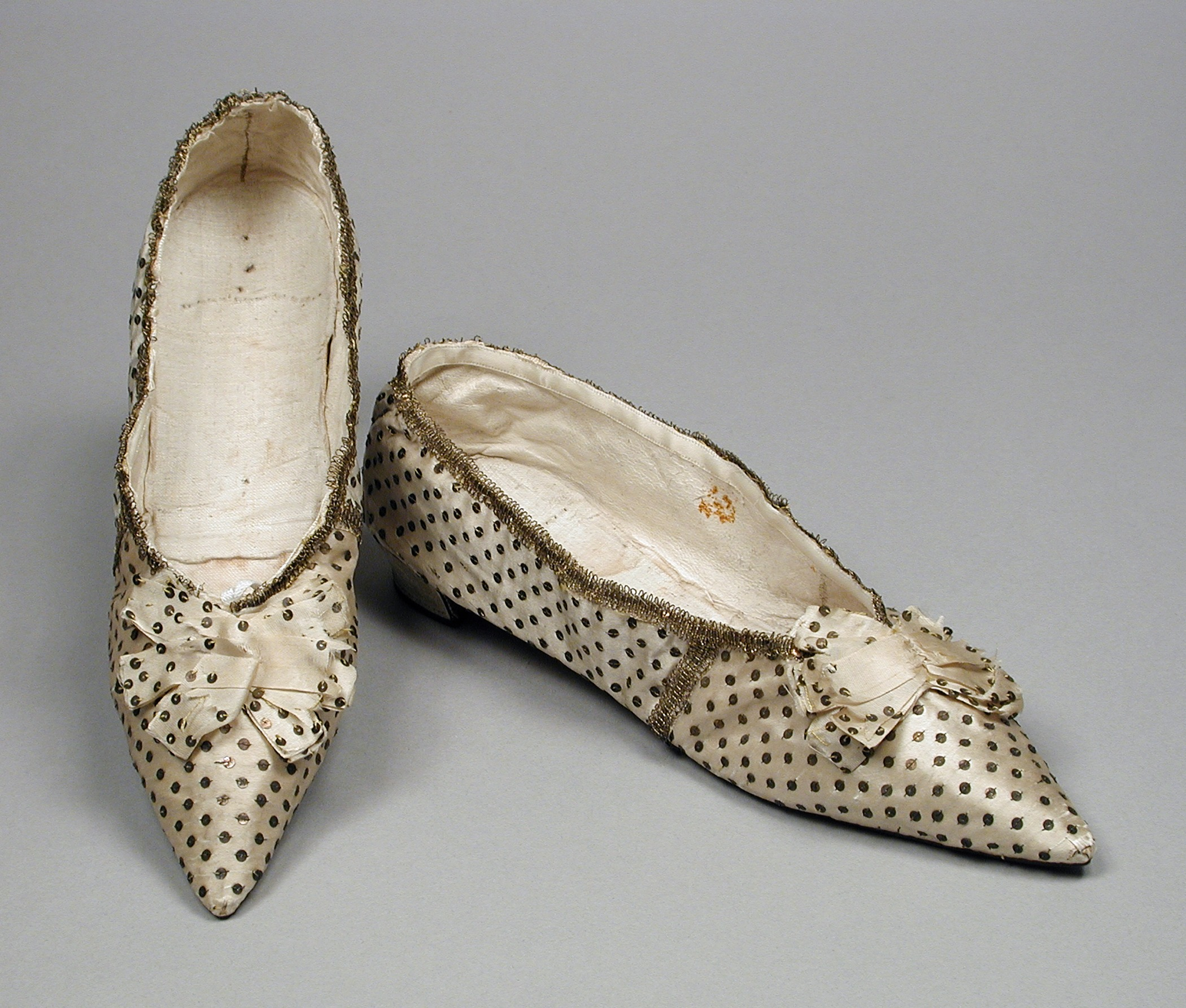
Шёлковые туфли (Великобритания, 1793—1798). В подобных туфлях на низких каблучках танцевали на сцене на рубеже XVIII—XIX веков*
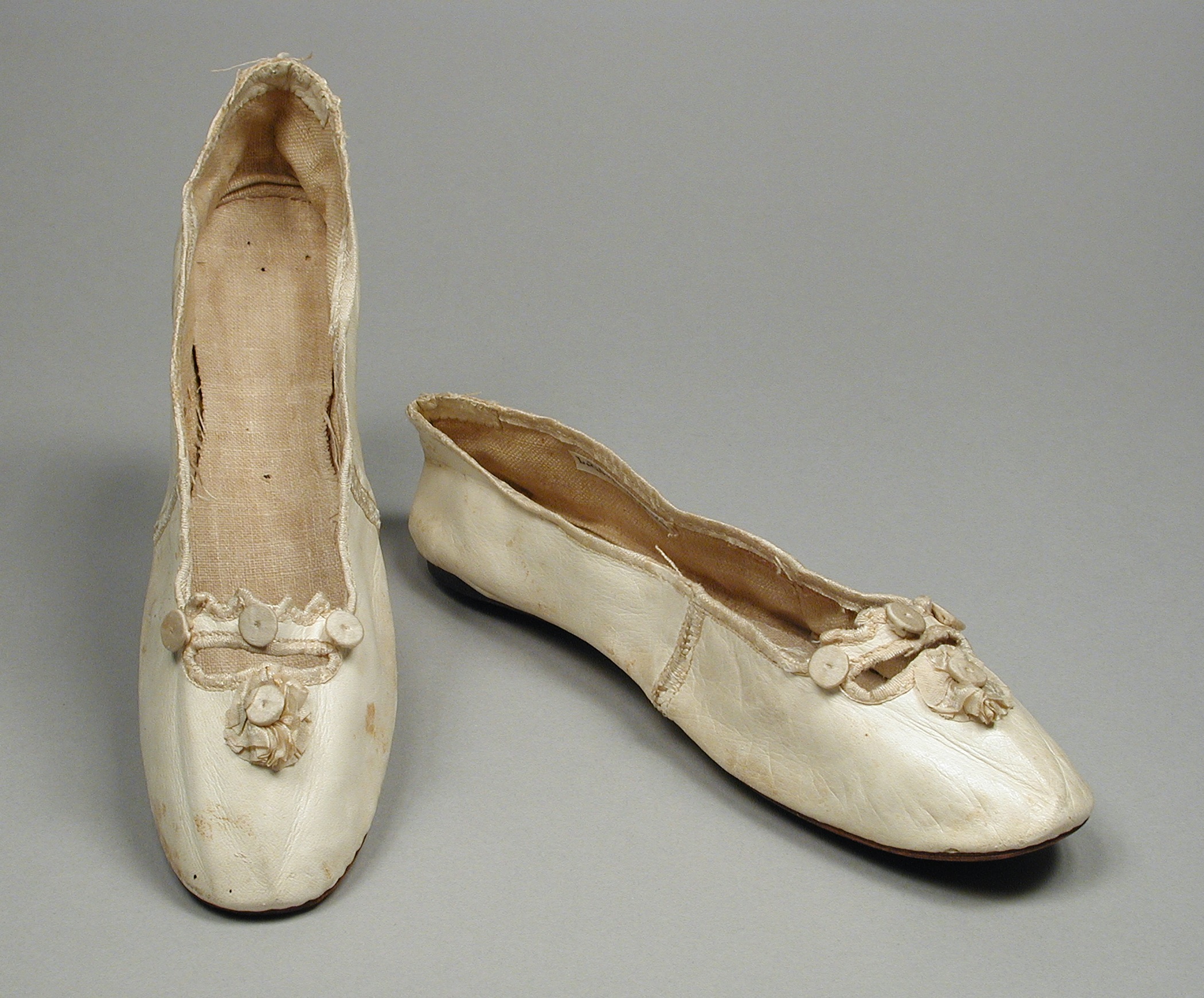
Туфли из кожи и шёлкового атласа (1810, Великобритания или США)*
Шёлковые туфли с ленточками-завязками, принадлежащие шведской королеве Гедвиге (1817)**
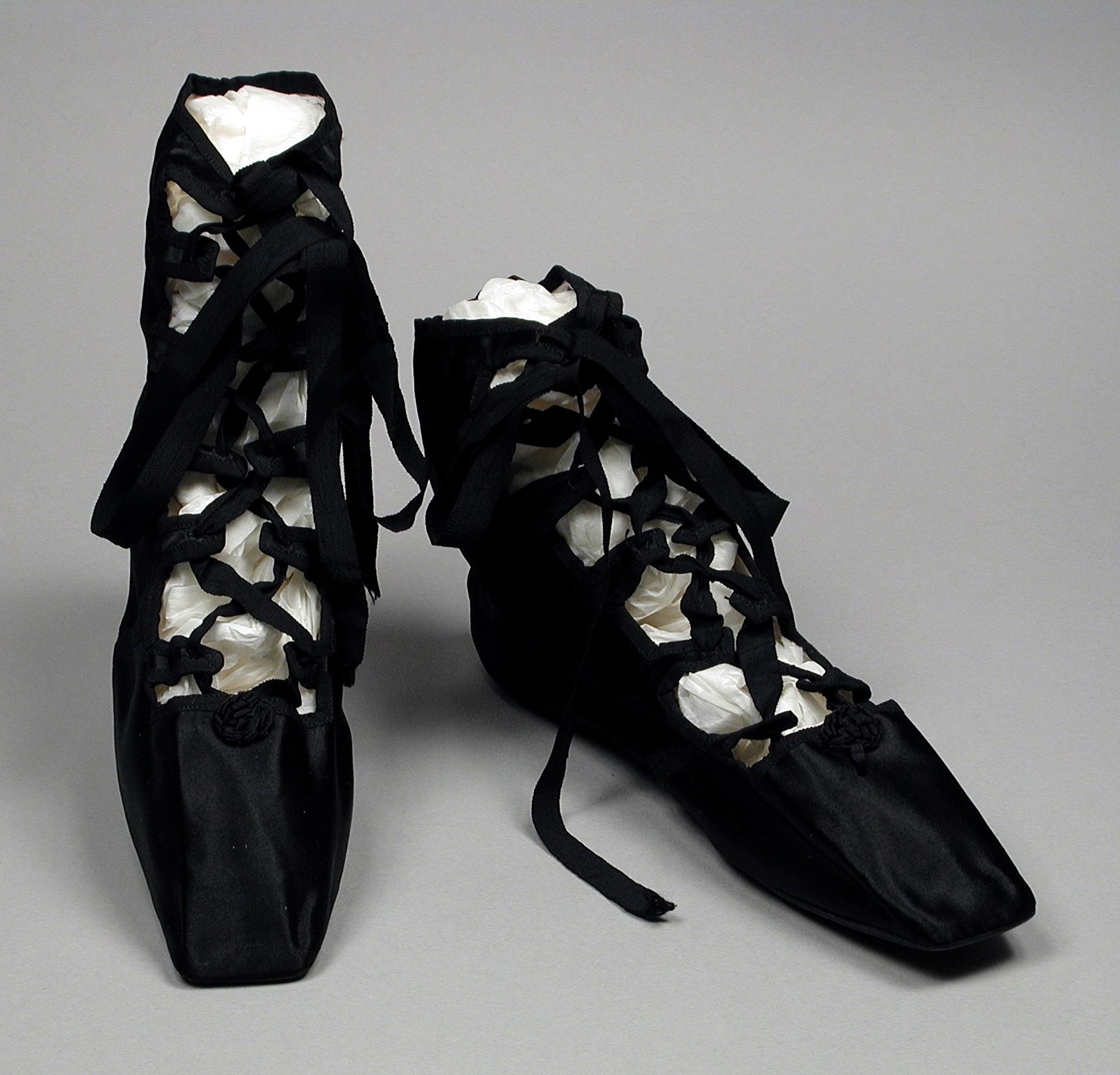
«Греческие сандалии» из чёрного шёлка с кожаной подошвой (Великобритания, 1819)*
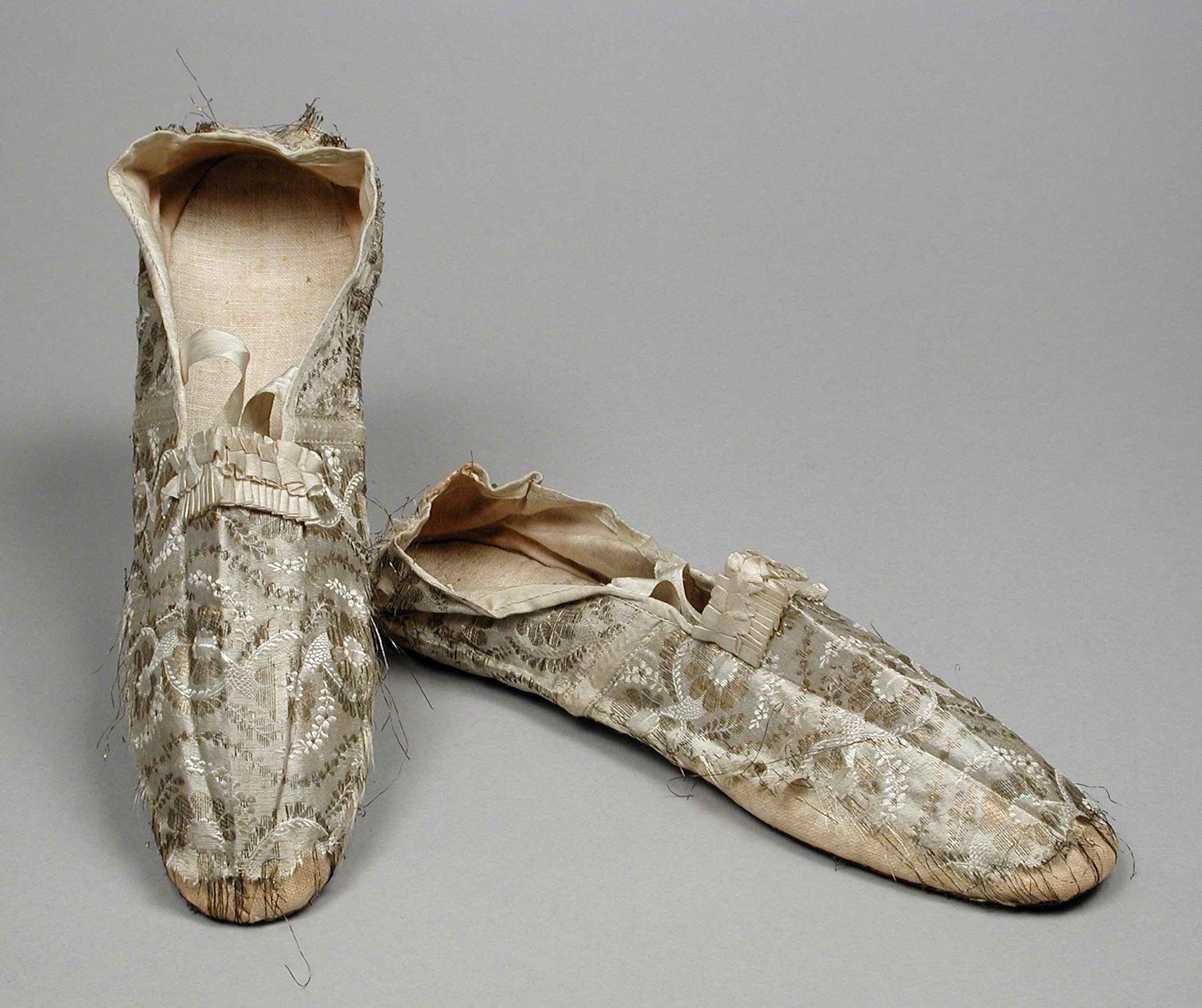
Женские туфли с ленточками-завязками из шёлкового брокара, шёлка. льна и кожи (Индия, ок. 1825)
Шёлковые туфли с ленточками-завязками для коронации королевы Швеции Дезидерии (Париж, 1829)**
Зауженная подошва туфель королевы Дезидерии (Париж, 1829)**
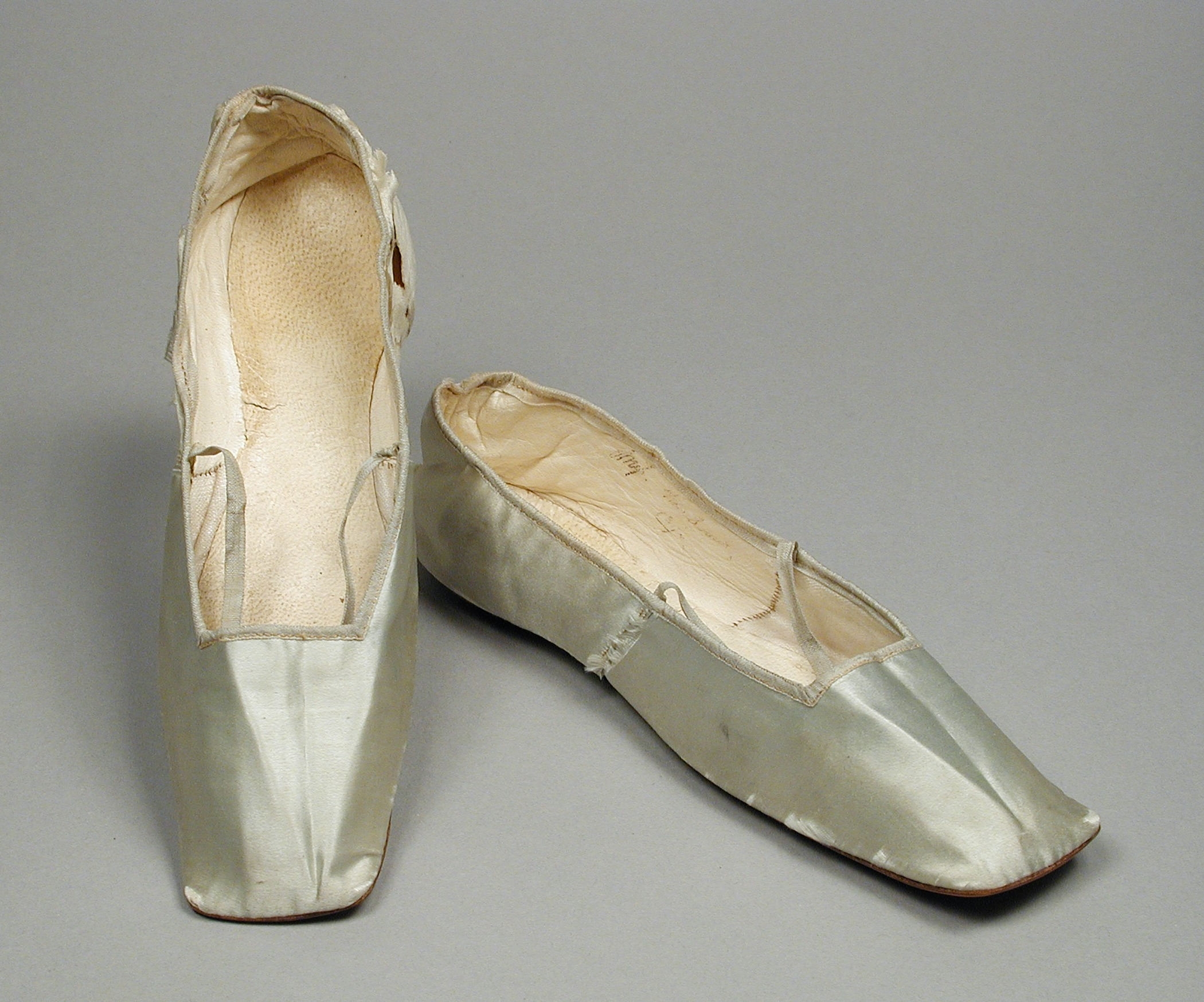
Женские туфли из замши и шёлкового атласа (ок. 1840)*
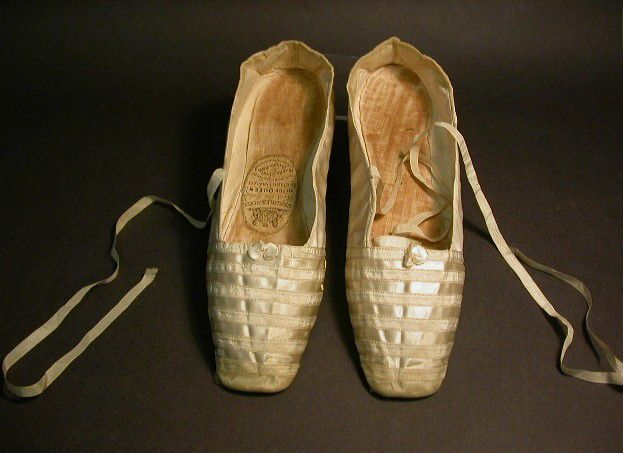
Атласные свадебные туфли королевы Виктории (Великобритания, 1840)***
Пуанты предположительно 1-й половины XX века**
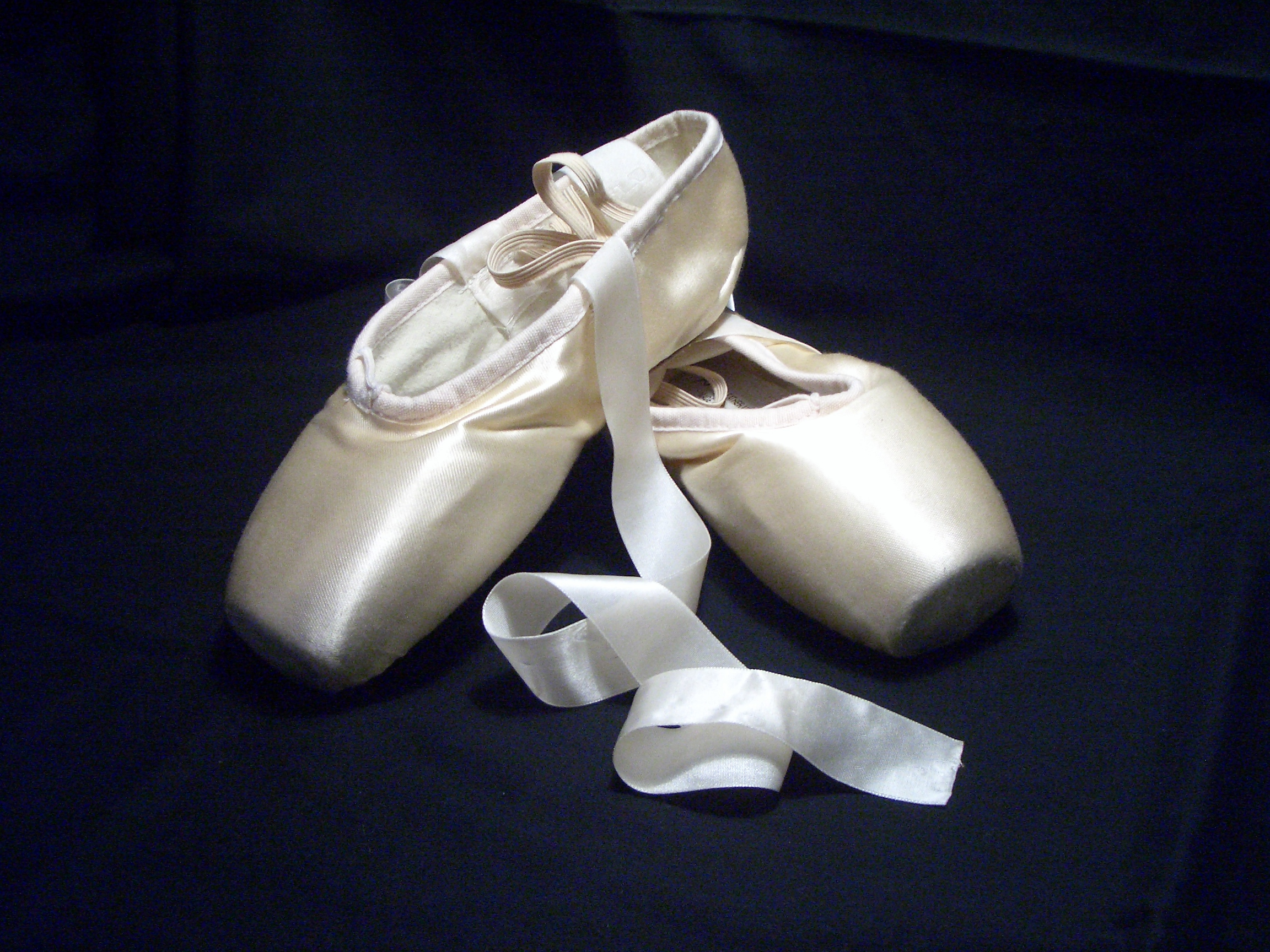
Современные пуанты производства фирмы Bloch[англ.] (Австралия)

(*) — коллекция Музея искусств округа Лос-Анджелес (США)
(**) — коллекция Ливрусткаммарен (Стокгольм, Швеция)
(***) — коллекция Музея Нортгемптона (Великобритания)